# 白马镇 (北流市)
白马镇，是中华人民共和国广西壮族自治区玉林市北流市下辖的一个乡镇级行政单位。

## 行政区划
白马镇下辖以下地区：
黄金村、睦雍村、东塘村、垌尾村、茶新村、白马村、黄龙村、金头村和根垌村。